# 索迪爾 (愛達荷州)
索迪爾（英語：Soldier）是位於美國愛達荷州卡默斯縣的一個非建制地區。該地的面積和人口皆未知。

## 地理
索迪爾的座標為43°22′13″N 114°47′30″W / 43.37028°N 114.79167°W，而該地的平均海拔高度為1559米（即5115英尺）。